# یون چه نا
یون چه نا (کره‌ای: 윤채나؛ زادهٔ ۲۷ آوریل ۲۰۱۶) بازیگر اهل کره جنوبی است. او حرفه بازیگری خود را از طریق ایفای نقش در مجموعه تلویزیونی پیچ و تاب عشق (۲۰۲۱) آغاز کرد و بیشتر به خاطر ایفای نقش در مجموعه‌های تلویزیونی عشق در چشمانت (۲۰۲۲) و امپراتوری برازنده (۲۰۲۳) شناخته می‌شود.

## فیلم‌شناسی

### فیلم
| سال  | عنوان          | نقش     | منابع |
| ---- | -------------- | ------- | ----- |
| ۲۰۲۴ | روزهای سگی     | جی یو   | [ ۴ ] |
| ۲۰۲۴ | درباره خانواده | مین سون | [ ۵ ] |

### مجموعه تلویزیونی
| سال  | عنوان             | نقش                        | منابع |
| ---- | ----------------- | -------------------------- | ----- |
| ۲۰۲۱ | پیچ و تاب عشق     | پارک ست بیول / کیم ست بیول | [ ۱ ] |
| ۲۰۲۲ | عشق در چشمانت     | کیم                        | [ ۲ ] |
| ۲۰۲۳ | از گور برخاسته    | قسمت ۲                     |       |
| ۲۰۲۳ | غریبه‌ها           | جوانی کیم جین هی           | [ ۶ ] |
| ۲۰۲۳ | امپراتوری برازنده | جانگ سو آه                 | [ ۳ ] |
| ۲۰۲۳ | Play, Plii        | جوانی سونگ هان جو          | [ ۷ ] |
| ۲۰۲۴ | دکتر اسلامپ       | دانش آموز ابتدایی (قسمت ۷) |       |
| ۲۰۲۴ | سوجی و ووری       | جو آه را                   | [ ۸ ] |
| ۲۰۲۴ | کسب‌وکار شریف      | جوانی هان جونگ سوک         |       |